# Pískomil veverkoocasý
Pískomil veverkoocasý (Sekeetamys calurus) je druh pískomila žijící v pouštních oblastech Blízkého východu. Je zařazen do monotypického rodu Sekeetamys.

## Popis
- hmotnost: 45–90 g
- délka těla: 10–12,5 cm
- délka ocasu: 13–16,5 cm

Pískomil veverkoocasý je zhruba stejně velký jako pískomil mongolský, je však štíhlejší. Mají protáhlý úzký čenich, velké kulaté oči a poměrně velké šedé uši, hmatové chlupy jsou velmi dlouhé. Jejich těla se směrem dozadu rozšířují, pánevní končetiny jsou dlouhé a plosky nohou lysé. Nápadný je dlouhý, tlustý ocas, který je, tvláště u dominantních savců, po celé délce pokrytý huňatou, hnědošedou srstí. Hřbet je žlutavý, některé chlupy jsou černé, obvyklý je ticking. Břicho je čistě bílé.

## Rozšíření a stanoviště
Žijí v kamenitých i písčitých pouštích a polopouštích v Súdánu, Egyptě, Izraeli, Jordánsku a Saúdské Arábii.

## Biologie
Pískomilové veverkoocasí jsou noční zvířata, přes den se skrývají před pouštním žárem. Jsou sociální a žijí v rodinných skupinách, během výchovy mláďat jsou monogamní. Huňatost ocasu samců je znakem jejich sociálního postavení.
V přírodě se páří v únoru a březnu, v zajetí pak celoročně. Březost trvá 21–24 dní. Samice si pod kameny staví hnízdo z rozkousaných rostlin, v jednom vrhu jsou dvě až pět bezmocných mláďat. Na péči o ně se podílejí oba rodiče. Mladí pískomilové se začínají osamostatňovat ve čtyřech až pěti měsících věku.
Už 80 dní po narození pohlavně dospívají. V přírodě je průměrná délka života pískomila veverkoocasého jen asi 6 měsíců, v zajetí se dožívají až 5,5 let.
Dobře šplhá ve větvích a výborně skáče. Je to všežravec, živí se částmi rostlin, semeny i drobnými bezobratlými. Nalezenou potravu si zahrabává do skrýší a pravděpodobně se tak podílí na šíření semen. Sdílí území i zdroje s myší rezavou, která se tak stává jeho konkurentem; zdá se ale, že pískomil veverkoocasý je dominatnější.
Je kořistí fenků, písečných i pouštních lišek, damanů, sov a hadů.

## Chov pískomila veverkoocasého
Podobně jako pískomil mongolský a další pískomilové se i pískomil veverkoocasý chová v zajetí. Jsou to nenáročná a ochočitelná zvířata, péče o ně se neliší od péče o jiné pískomily. Potřebují nějaký domeček, kam by se mohli schovat, větve na šplhání a koupací písek. Dobře se množí, ale nemají-li dostatečně kvalitní potravu, může dojít ke kanibalismu mláďat.

## Chov v zoo
Chov pískomila veverkoocasého v evropských zoo není nikterak častý. V září 2020 byl chován jen asi ve 14 zoo tohoto regionu. V rámci Česka se ve stejnou dobu jednalo o tři zařízení:
- Zoo Chleby

- Zoo Plzeň
- Zoo Praha

### Chov v Zoo Praha
V Zoo Praha je tento druh chován od roku 2000. Na konci roku 2019 bylo chováno 14 jedinců. Zatím poslední mládě se narodilo v srpnu 2020.
K vidění je v pavilonu Afrika zblízka v horní části zoo.